# Jardín Botánico Moorbank
El Jardín Botánico Moorbank (en inglés : Moorbank Botanical Garden) es un jardín botánico de unos 12,000 m² (3 acres) de extensión, que está administrado por el departamento de Biología de la Universidad de Newcastle upon Tyne estando ubicado en la parte occidental del campus de la universidad.

## Localización
El "Moorbank Garden" es parte del « Town Moor », una granja situada en el centro de la ciudad de Newcastle y junto al campus de la Universidad de Newcastle, United Kingdom-Reino Unido
Los jardines son utilizados por los estudiantes para la investigación pero a través de una red de voluntarios también se abren al público en ciertos días vía National Gardens Scheme.

## Historia
Estos jardines empezaron a cultivarse en 1923 y sus áreas de cultivos se expandieron en 1980 con el añadido de las colecciones de plantas procedentes del « Randle Cooke’s Kilbryde Garden » en Corbridge. 

## Colecciones
Sus colecciones de plantas constan de los jardines al aire libre y las del interior de los invernaderos,
- Jardines al aire libre, son unos jardines formales con colecciones de rhododendron que fueron transferidos en 1980 del « Randle Cooke’s Kilbryde Garden » y contienen numerosas y raras especies silvestres. La colección « Teesdale » que incluye especies de Alchemilla. Las colecciones de Prímula y Meconopsis se cultivaron en su mayoría a partir de semillas recolectadas en su medio natural de China y Nepal. También hay colecciones de Viburnum, Corylopsis, Potentilla y plantas medicinales.

- El complejo de invernaderos tiene una extensión de 0.1 hectáreas, fueron edificados en 1985 y albergan una colección que se divide en: la zona cálida de Plantas tropicales (temperaturas mínimas de 16 °C en invierno) y alberga numerosas plantas raras y amenazadas, tales como cycas, higueras estranguladoras, helechos arborescentes, y orquídeas, así como plantas de interés económico ( arroz, caña de azúcar, bananas, cafetos) y plantas insectívoras. La casa del desierto (temperaturas mínimas de 8 a 10 °C en invierno) con cactus y plantas suculentas,

## Actividades
En la década de 1940, los investigadores que trabajaban en el departamento de botánica en la universidad de Newcastle descubrieron un nuevo modo de fotosíntesis que predomina en plantas suculentas del desierto. El "metabolismo ácido de las Crassulaceae" (CAM) es un interesante proceso, por el cual las plantas pueden conservar el agua mediante un proceso fotosintético que se produce durante la noche. La universidad sigue siendo actualmente un centro internacionalmente reconocido por la investigación sobre el CAM. 